# براهام (مینه‌سوتا)
براهام، مینه‌سوتا (به انگلیسی: Braham, Minnesota) یک شهر در ایالات متحده آمریکا است که در مینه‌سوتا واقع شده‌است.

## خصوصیات
براهام ۴٫۲۰ کیلومترمربع مساحت و ۱٬۷۹۳ نفر جمعیت دارد و ۲۹۲ متر بالاتر از سطح دریا واقع شده‌است.